# Ostheldera gracilis
Ostheldera gracilis är en fjärilsart som beskrevs av Ludwig Osthelder 1933. Ostheldera gracilis ingår i släktet Ostheldera och familjen nattflyn. Inga underarter finns listade i Catalogue of Life.